# Can Raventós (Regencós)
Can Raventós és una obra de Regencós (Baix Empordà) inclosa a l'Inventari del Patrimoni Arquitectònic de Catalunya.

## Descripció
Edifici situat en el veïnat del Puigcalent dins el terme municipal de Regencós, a uns 800 metres al SE del poble.
Es de planta rectangular, format per la unió de diferents cossos i en diferents èpoques, units lateralment, donant-li aquesta forma allargada que té. Es de planta baixa i pis arreu, i està cobert amb teula àrab a dues aigües. L'estructura portant és de pedra i morter de calc.

## Història
Ha estat restaurat fa poc i ara és utilitzat com a segona residència.